# Can Pi de la Serra
Can Pi de la Serra és un mas al terme de Rubí (Vallès Occidental) protegit com a bé cultural d'interès local. Antigament rebia el nom de mas "Desmanat sobirà". Hi ha documentació des de l'any 1312, la terra pertanyia al castell de Rubí i al monestir de Sant Cugat.
Es conserva un inventari de l'any 1477 amb el contingut de la masia. Diversos propietaris foren batlles de Rubí a partir de l'any 1711 fins al 1815. Aquesta propietat pertanyia a la família Pi de la Serra que a mitjan segle xix, es traslladà a residir a Terrassa. Juntament amb aquesta hisenda hi ha una propietat de can Riquer, que els Pi de la Serra, adquiriren el segle xviii. Aquesta heretat es va vendre a uns industrials de Barcelona el 1907.
És una masia de planta gairebé quadrada, de tres crugies, propera al tipus II-2 (classificació de Danés i Torras), a la qual s'adossen la resta dels edificis del mas. Presenta una gran portalada que dona accés al pati i a la façana principal, orientada al sud. L'edifici principal té planta baixa, pis i golfes, amb teulada a doble vessant amb ràfec de pedres ceràmiques. La façana presenta una gran porta d'arc adovellat de pedra sorrenca d'accés a la casa col·locada sobre l'eix principal de composició, i totes les finestres d'aquesta façana presenten brancals i llindes de pedra sorrenca treballada. A les golfes hi ha cinc finestres amb arc de mig punt. Es tracta de la masia de major vàlua arquitectònica de tot el terme de Rubí, ha mantingut la distribució original. Conserva una gran xemeneia central exempta amb un interessant fumeral i capellet que destaquen en la teulada. També destaquen les finestres amb festejadors. Presenta un rellotge de sol a la façana i un altre en un lateral. A la dreta hi ha l'habitatge dels masovers i una gran llar de foc.